# BCD (tal)
 For alternative betydninger, se BCD. (Se også artikler, som begynder med BCD)
BCD er en forkortelse for binary coded decimal. Det vil sige et tal (en decimal), der er gemt på binær form. 
Et register på fire bit, der tilsammen kan repræsentere talværdier fra 0 til 15, indrettes ved normale decimale tal (base 10) til at kunne rumme tallene fra 0 til 9, og ved hexadecimale tal (base 16) til tallene fra 0-F.
| Binært   | 0000 | 0001 | 0010 | 0011 | 0100 | 0101 | 0110 | 0111 | 1000 | 1001 | 1010 | 1011 | 1100 | 1101 | 1110 | 1111 |
| BCD      | 0    | 1    | 2    | 3    | 4    | 5    | 6    | 7    | 8    | 9    |      |      |      |      |      |      |
| Decimalt | 0    | 1    | 2    | 3    | 4    | 5    | 6    | 7    | 8    | 9    | 10   | 11   | 12   | 13   | 14   | 15   |
| HEX      | 0    | 1    | 2    | 3    | 4    | 5    | 6    | 7    | 8    | 9    | A    | B    | C    | D    | E    | F    |

Det specielle ved BCD er at hvert ciffer kodes som separate binære værdier.
eks. Tallet 110 repræsenteret i BDC = 0001 0001 0000 og ikke som i rent binært format 0110 1110 hvor bitvægtene er fortløbende hen over bittene.

## Anvendelse
Den store fordel ved at anvende BCD er at den er nem at udlæse på et 7-segment display. Det kræver kun en simpel omsætning fra BCD-værdi til displayets segmenter.
Det er simpelt at indrette elektroniske kredsløb så de kan håndtere BCD. Dette kan laves med TTL kredse og kræver ikke anden logik indbygget. Flere slags elektroniske tællere er indrettede på denne måde, så de kan bruges til at styre et 7-segment display til udlæsning.
En del CPU'er har instruktioner til beregninger på heltal i BCD-format. Formatet kan bruges, når heltal på tekstform skal omsættes til tal, der kan regnes på.
Formatet benyttes også i simple protokoller hvor modtageren ikke har nogen særlig CPU til efterbehandling. Et eksempel er DCF77 der er radiosenderen der driver de fleste radiostyrede ure i Europa. Her er signalet indkodet med BCD, og kan afkodes ved at rotere bittene til de er i position og derefter udlæse på et 7-segments display.
En mere speciel anvendelse er i de såkaldte binære ure, som er til salg i diverse nørd-butikker. De viser tiden ved hjælp af punkt-lysdioder. Men tiden vises ikke binært, men derimod som BCD hvor hvert ciffer er repræsenteret som fire lysdioder over hinanden.